# 제3대 케임브리지 백작 코니스버러의 리처드

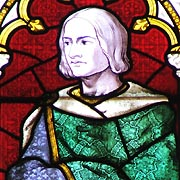

리처드 코니스버러(Richard of Conisburgh, 1375년 ~ 1415년 8월 5일)는 잉글랜드의 왕족이었다. 에드워드 3세의 손자이며 초대 요크 공작 에드먼드 플랜태저넷의 아들이자 제3대 케임브리지의 백작이었다.
사촌 누이인 필리파 앤트워프와 제3대 마치 백작 에드먼드 모티머의 손녀 앤 모티머(Anne de Mortimer)와 결혼하였는데, 이 결혼으로 랭커스터 왕가보다 서열이 아래였던 요크 왕가가 후일 왕위 계승의 우선권을 주장할 근거가 생겼다. 1415년 처남 에드먼드 모티머를 즉위시키려다가 발각되어 처형당했다. 형 에드워드에게 후사가 없어서 그의 아들인 리처드가 요크 공작위를 계승했다.